# Luigi Pallotti
Luigi Pallotti (Albano Laziale, 22 de setembro de 1815 - Roma, 17 de julho de 1892) foi um cardeal italiano da Igreja Católica, que trabalhou na Cúria Romana como Prefeito do Supremo Tribunal da Assinatura Apostólica.

## Biografia
Nascido em Albano Laziale, era parente de São Vicente Pallotti, fundador da Sociedade do Apostolado Católico (os Palotinos) que era primo do seu pai, Francesco Pallotti. Estudou no Collegio Romano.
Não se tem informações de quando foi ordenado padre. Mas ele foi secretário do cardeal Karl-August von Reisach e serviu em várias missões diplomáticas da Santa Sé, entre elas como auditor na nunciatura na Espanha em 1857, representando o Papa Pio IX no batismo do futuro rei Afonso XIII e nas negociações da concordata de 1867.
Secretário do Sagrada Congregação de Estudos, entre 1877 e 1880. Prefeito de Estudos do Seminário Romano, de 1879 a 1880. Foi nomeado substituto dos Assuntos Gerais da Secretaria de Estado e secretário da Cifra em 16 de novembro de 1880 e consultor da Sagrada Congregação do Santo Ofício, a partir de 24 de novembro. Foi nomeado Protonotário apostólico ad instar participanteium em 5 de dezembro de 1881 e protonotário apostólico de numero participantium, em 15 de julho de 1882. Em 29 de outubro, foi nomeado Secretário da Congregação para os Negócios Eclesiásticos Extraordinários. Passou a ser Auditor da Câmara Apostólica, a partir de 31 de julho de 1885.
Foi criado cardeal pelo Papa Leão XIII, no Consistório de 23 de maio de 1887, recebendo o barrete vermelho e o título de cardeal-diácono de Santa Maria dos Mártires em 26 de maio. Nomeado prefeito do Supremo Tribunal da Assinatura Apostólica em 20 de fevereiro de 1889.
Morreu em 31 de julho de 1890, de uma doença cardíaca, em Roma. Foi velado na diaconia de Santa Maria della Scala, onde se realizou o funeral no dia 4 de agosto e foi sepultado na capela da Sociedade do Apostolado Católico, no cemitério Campo di Verano, em Roma.